# Daurskoie
Daurskoie (en rus: Даурское) és un poble del krai de Krasnoiarsk, a Rússia, que en el cens del 2010 tenia 230 habitants. Pertany al districte de Balakhtà.